# Aidis Kruopis
Aidis Kruopis (Vilnius, 26 oktober 1986) is een Litouws voormalig wielrenner. 
Kruopis had aanvankelijk moeite om door te breken, maar in 2010 wist hij zich in de ploeg van Palmans Cras in de kijker te fietsen. Zo won hij de Schaal Sels, en werd hij tweede in het Kampioenschap van Vlaanderen. Mede hierdoor mocht hij het proberen bij het Procontinentale Landbouwkrediet. 
Via kleinere continentale ploegen belandde hij in 2011 bij het Belgische pro-continentale Landbouwkrediet. Met vier UCI-overwinningen en tal van ereplaatsen maakte hij veel indruk, vooral de 2de etappe in de Ronde van België sprak tot de verbeelding. In Ieper versloeg hij Tom Boonen in de spurt. Door zijn goede prestaties werd hij opgemerkt door het nieuwe Australische World Tour-team Orica-GreenEdge. Hij kreeg er een contract voor drie seizoenen. In die tijd won hij onder andere etappes in de Ronde van Polen en de Ronde van Turkije. Na een minder 2014 zette hij een stap terug, vanaf 2015 komt Kruopis uit voor het Ierse continentale An Post-Chainreaction. Een jaar later ruilde hij dit voor het Belgische Vérandas Willems dat in 2017 overging naar Veranda's Willems-Crelan.
In 2018 zette Kruopis op 32-jarige leeftijd een punt achter zijn carrière.
Sinds 2023 speelt hij basketbal bij Blue Rocks Ronse-Kluisbergen.

## Palmares

### Overwinningen
2009
Internatie Reningelst
2010
Dwars door de Antwerpse Kempen
Schaal Sels
2011
 Omloop van het Waasland
Grote 1-Mei Prijs
2e etappe Ronde van België
Schaal Sels
2012
3e etappe Ronde van Noorwegen
4e etappe Ronde van Polen
2e etappe Eneco Tour (ploegentijdrit)
1e en 2e etappe Ronde van Poitou-Charentes
2013
2e etappe Ronde van Turkije
2015
4e en 8e etappe An Post Rás
 Litouws kampioen op de weg, Elite
Antwerpse Havenpijl
2016
Dorpenomloop Rucphen
Ronde van Overijssel
1e en 2e etappe Paris-Arras Tour
Eindklassement Paris-Arras Tour
Gooikse Pijl

### Resultaten in voornaamste wedstrijden
| Jaar | Gent-Wevelgem | Parijs-Roubaix | E3 Harelbeke |  | WK op de weg |  | Wereldranglijsten |
| ---- | ------------- | -------------- | ------------ |  | ------------ |  | ----------------- |
| 2011 | 158e          |                |              |  | 71e          |  |                   |
| 2012 |               |                | opgave       |  |              |  | 183e (UWT)        |
| 2013 |               |                | opgave       |  |              |  | 228e (UWT)        |
| 2014 |               | opgave         |              |  |              |  |                   |
| 2015 |               |                |              |  |              |  |                   |
| 2016 |               |                |              |  | 27e          |  |                   |
| 2017 | opgave        |                |              |  |              |  |                   |
| 2018 |               | opgave         | opgave       |  |              |  |                   |

## Ploegen
- 2007 –  Klaipeda-Splendid Cycling Team
- 2008 –  Ulan
- 2009 –  Team Piemonte (tot 31-5)
- 2010 –  Palmans-Cras
- 2011 –  Landbouwkrediet
- 2012 –  Orica GreenEDGE[1]
- 2013 –  Orica GreenEDGE
- 2014 –  Orica GreenEDGE
- 2015 –  An Post-Chainreaction
- 2016 –  Veranda's Willems Cycling Team
- 2017 –  Veranda's Willems-Crelan
- 2018 –  Veranda's Willems-Crelan

Bagdonas · Balčiūnas · Chernisjov · Dyaçenko · Dmitriev · Groezdev · Iglinski · Joemabekov · Juodvalkis · Kolesov · Kondrotas · Kruopis · Ljalko · Mochus · Navardauskas · Raimbekov · Renev · Sjoesjemoin · Tlewbajev
Borremans · Coupé · De Gans · François · Goris · Huys · Juodvalkis · Kruopis · Mortelmans · Omloop · Vanbecelaere · Vangheel · Zen · Janssens (stagiair) · Van Dyck (stagiair)
Amorison · Baestaens · Barbé · Bellemakers · Breyne · Cammaerts · Commeyne · De Waele · Dekkers · Delfosse · Dockx · Gourgue · Helminen · Honig · Juodvalkis · Kruopis · Nys · K. Peeters · Planckaert · Scheirlinckx · Stallaert · Traksel · Vanthourenhout · Verheyen
Albasini · Beppu · Bewley · Bobridge · Clarke · Cooke · Davis · Dean · Docker · Durbridge · Gerrans · Goss · Hepburn · Howard · Impey · Keukeleire · Kruopis · Lancaster · Langeveld · McEwen · Meier · C.Meyer · T.Meyer · Mouris · O'Grady · Sulzberger · Teklehaimanot · Tuft · Vaitkus · Weening · Wilson
Albasini · Beppu · Bewley · Clarke · Cooke · Davis · Docker · Durbridge · Gerrans · Goss · Hepburn · Howard · Howson (stagiair) · Impey · Kang (stagiair) · Keukeleire · Kruopis · Lancaster · Langeveld · Matthews · Meier · C.Meyer · T.Meyer · Mouris · O'Grady · Sulzberger · Teklehaimanot · Tuft · Vaitkus · Weening
Albasini · Bewley · Chaves · Clarke · Docker · Durbridge · Ewan · Gerrans · Goss · Hayman · Hepburn · Howard · Howson · Impey · Keukeleire · Kruopis · Lancaster · Matthews · Meier · C.Meyer · Mouris · Santaromita · Schurter · Tuft · Weening · A.Yates · S.Yates · Cort (stagiair)
Downey · Dunne · Edmondson · Gate · Kruopis · Maes · McCarthy · Meurisse · Mullen · Šiškevičius · Slater · Stannus · Vandenbogaerde · Wilson
Bille · Cordeel · De Bondt · Devolder · Dupont · Duijn · Godrie · Goolaerts · Jaspers · Kruopis · Merlier · Prémont · van Aert · Van Breussegem · Van Zummeren · Vergaerde · Livyns (stagiair) · Teugels (stagiair)
De Bie · De Bondt · De Witte · Devolder · Duijn · Godrie · Goolaerts · Kruopis · Leysen · Livyns · Merlier · Steels · Tanner · van Aert · Van Breussegem · Waeytens